# Turó de Can Felip
El Turó de Can Felip és una muntanya de 314 metres que es troba al municipi de Beuda, a la comarca catalana de la Garrotxa.